# Metaphycus tachardinae
Metaphycus tachardinae är en stekelart som beskrevs av Annecke och Mynhardt 1972. Metaphycus tachardinae ingår i släktet Metaphycus och familjen sköldlussteklar. Inga underarter finns listade i Catalogue of Life.